# CR Selbstentladewagen 66
1903 entstanden in den bahneigenen Werkstätten der britischen Caledonian Railway zwölf Selbstentladewagen mit Drehgestellen nach Musterblatt 66. Ursprünglich tauchten diese Wagen in den Produktionsunterlagen als Ballast Wagon (deutsch: Schotterwagen) auf. Später wurden sie zumindest für Werksfotos mit Coke Wagon (deutsch: Kokswagen) beschriftet. Es ist heute nicht mehr nachvollziehbar, für welche Zwecke diese Wagen tatsächlich eingesetzt wurden.
Die Wagen wurden mit Westinghouse-Bremsen ausgerüstet und bekamen amerikanische Diamond-Drehgestelle, die ursprünglich für den Bau von Eisenerzwagen nach Musterblatt 54 bestimmt waren. Sie waren den zur gleichen Zeit gebauten Selbstentladewagen der London and South Western Railway (LSWR) sehr ähnlich. Letztere waren lediglich 914 mm kürzer und 152 mm schmäler.